# Zhang Yunsong
Dans ce nom chinois, le nom de famille, Zhang, précède le nom personnel.
Pour les articles homonymes, voir Zhang.
Zhang Yunsong, (en chinois : 張 雲松), né le 20 mars 1977 à Pékin en Chine, est un joueur de basket-ball chinois, évoluant au poste de meneur.